# Pańszczycka Przełączka Pośrednia
Pańszczycka Przełączka Pośrednia (niem. Mittlere Sieczka-Scharte, słow. Prostredná Sieczkova štrbina, węg. Középső-Sieczka-csorba) – położona na wysokości około 2130 m płytko wcięta przełęcz w północnej grani Skrajnego Granatu w polskich Tatrach Wysokich. Grań ta oddziela dolinę Pańszczycę (po wschodniej stronie) od Doliny Czarnej Gąsienicowej (po zachodniej stronie). Przełęcz jest skalista, szeroka i znajduje się na wysokości około 2130 m między Skrajną Pańszczycką Czubą (ok. 2140 m) a Zadnią Pańszczycką Czubą (ok. 2150 m). Z zachodnich stoków przełączki opada wielka depresja, niżej rozgałęziająca się na dwa żlebki uchodzące do wielkiego żlebu kończącego się w piarżysku Kotła Czarnego Stawu Gąsienicowego. W kierunku północno-wschodnim do Pańszczycy opada szeroka depresja, w dole podcięta 40-metrowym progiem.
Pierwsze znane przejście turystyczne – granią z Pańszczyckiej Przełęczy, przez wierzchołki Pańszczyckich Czub – Walenty Gadowski i Franciszek Zbyszycki w sierpniu 1903 r.
Przez W.H. Paryskiego Pańszczyckie Czuby były traktowane jako część Skrajnego Granatu, z dalsza bowiem zlewają się z jego masywem.
Nie prowadzi przez nią żaden szlak turystyczny, dla taterników jest to rejon dopuszczony do wspinaczki skalnej (ale tylko od strony Doliny Gąsienicowej). Drogi wspinaczkowe:
- Zachodnim żlebem (od wielkiego żlebu z Pańszczyckiej Przełączki Wyżniej); 0 stopień trudności w skali tatrzańskiej, czas przejścia 15 min,
- Północno-wschodnią depresja (z ominięciem dolnego progu); II, 1 godz. 15 min,
- Wprost przez północno-wschodnią depresję; II, na kilkumetrowym odcinku IV, 30 min[2]

## Przypisy

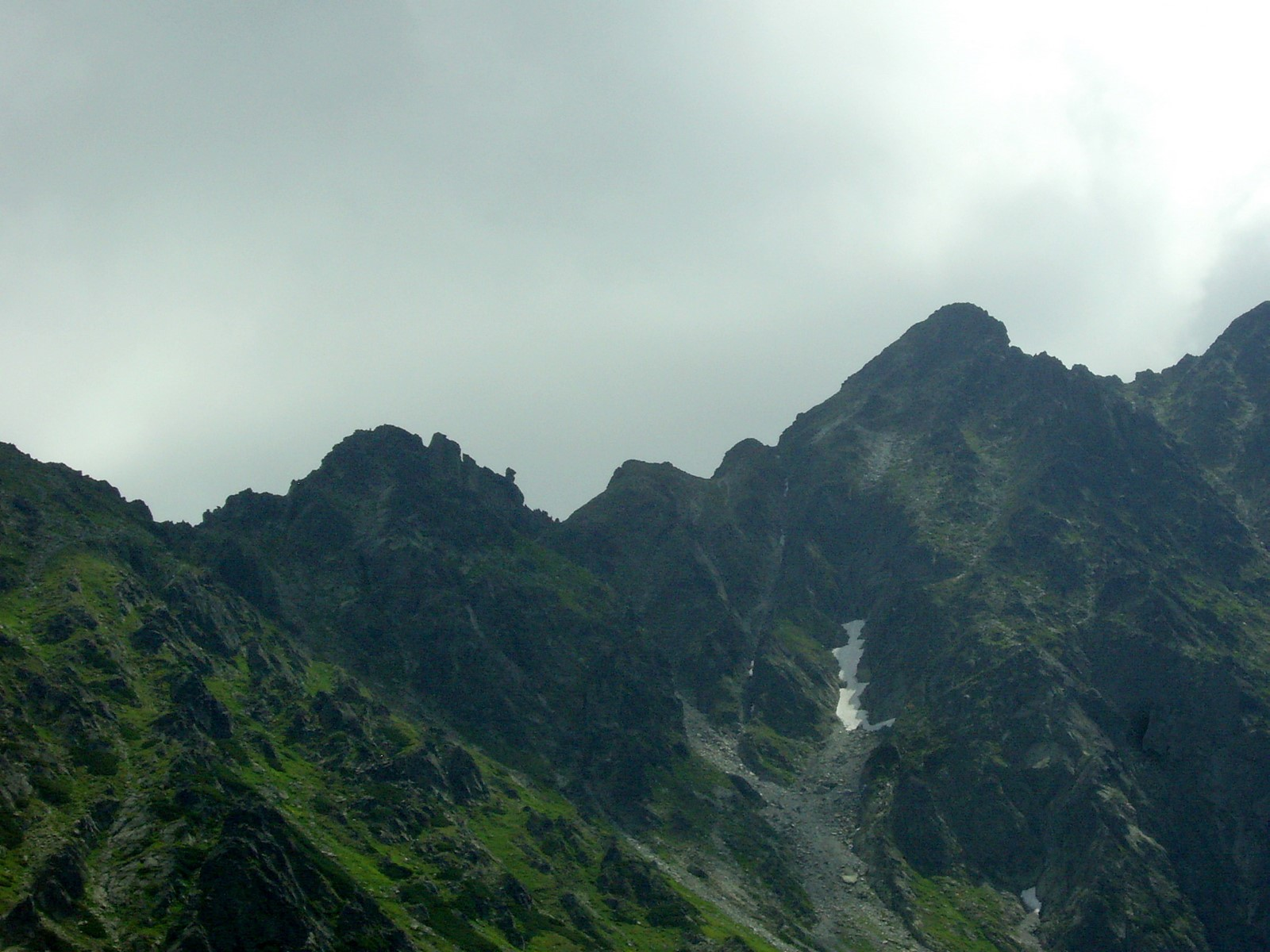
Widok od północnej strony